# 滨湖尼亚加拉

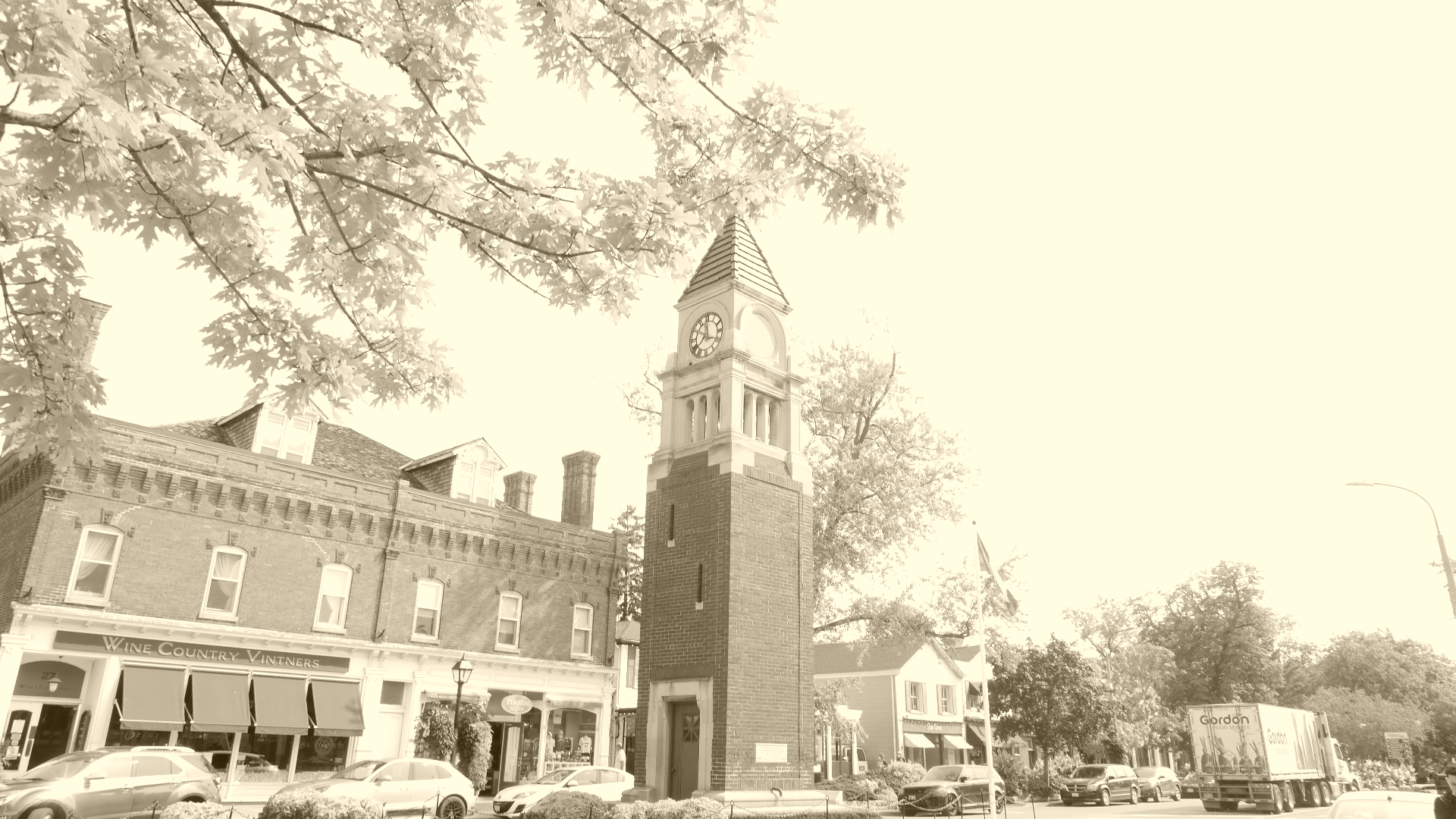
Clock Tower

滨湖尼亚加拉（Niagara-on-the-Lake）是加拿大安大略省南部尼亞加拉區的一个小镇，位于尼亚加拉河与安大略湖汇合处，西臨圣凯瑟琳斯，南鄰尼亚加拉瀑布城，東面則隔河与美国纽约州杨斯顿村相望。據2011年加拿大人口普查所示，滨湖尼亚加拉人口约15,400人。滨湖尼亚加风景优美，由春天到秋天，遍地繁花似锦，离多伦多和美国水牛城较近，游客如云。镇内的萧伯纳剧场长年上演萧伯纳的戏剧。

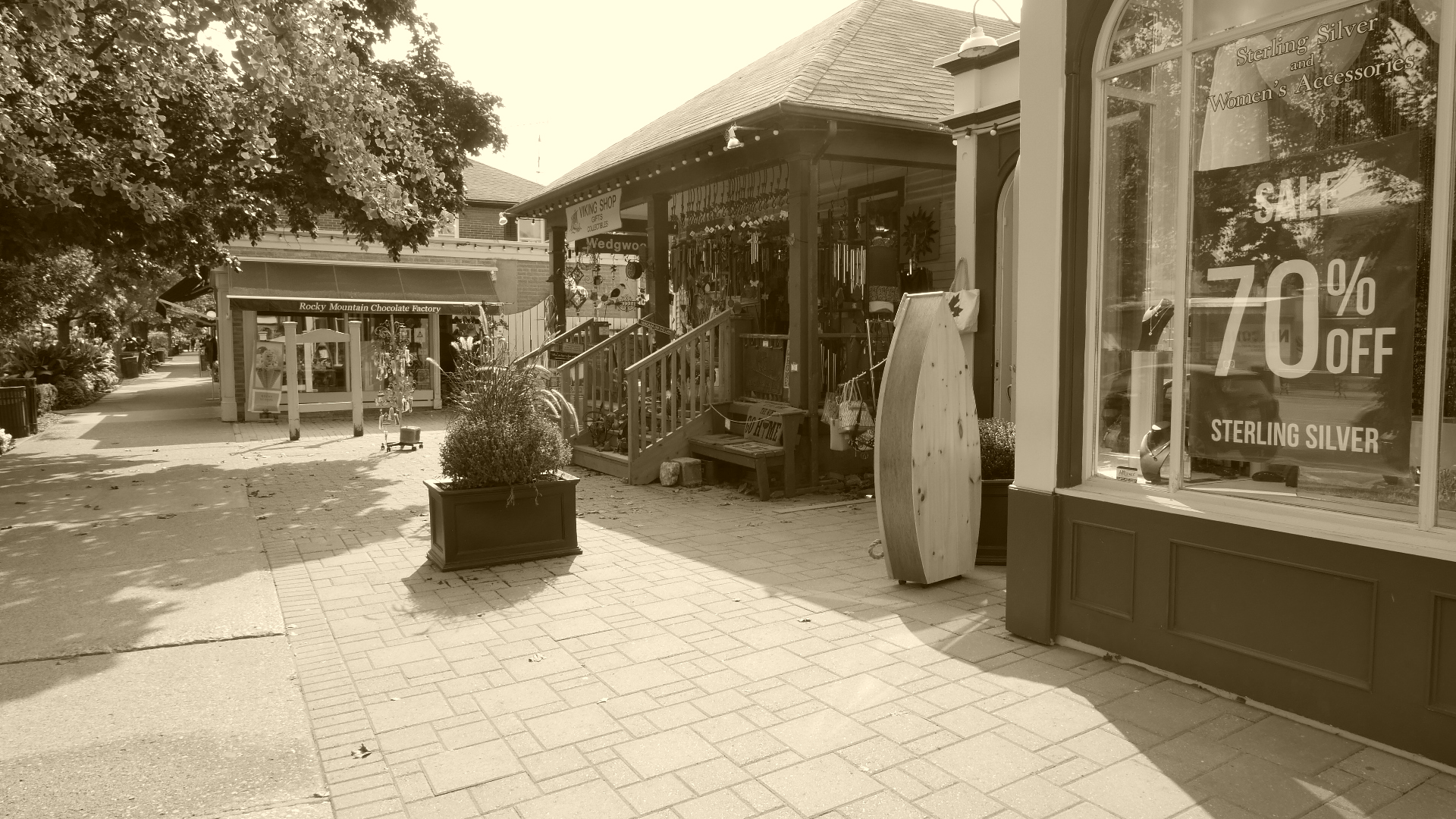

## 歷史
滨湖尼亚加拉原名巴特勒斯堡（Butlersburg），後來改稱西尼亞加拉（West Niagara）。此地為一英軍要塞，而美國獨立戰爭後則有大批保皇党人從美国逃亡至此。上加拿大總督閃高（John Graves Simcoe）於1792年將此處更名為纽瓦克（Newark），並將之定為上加拿大的首府，而上加拿大議會亦於同年9月17日在海軍會堂（Navy Hall）首次召開。然而，由於此地太靠近美国边境有军事危险，閃高於1797年將上加拿大首府迁往约克（今多伦多），而纽瓦克則於1798年改稱尼亞加拉。
在1812年战争中，美军占领了尼亚加拉镇，并在撤退前夕将市镇破坏。戰後當地居民将其重建，而新建的法院大樓則坐落美軍從尼亞加拉堡發射砲彈的射程範圍以外。鎮内首座公校—尼亞加拉公立學校（Niagara Public School）—於1859年落成。
為了與鄰近的尼亚加拉瀑布城作區別，尼亚加拉镇從1880年左右開始以“滨湖尼亚加拉”作其郵政系統名稱，但其正式名稱待1970年尼亚加拉镇和尼亚加拉鄉合併後才改為“滨湖尼亚加拉”。
1996年滨湖尼亚加拉镇在全国城市美化比赛中获得“加拿大最美丽的城镇”称号。

## 交通

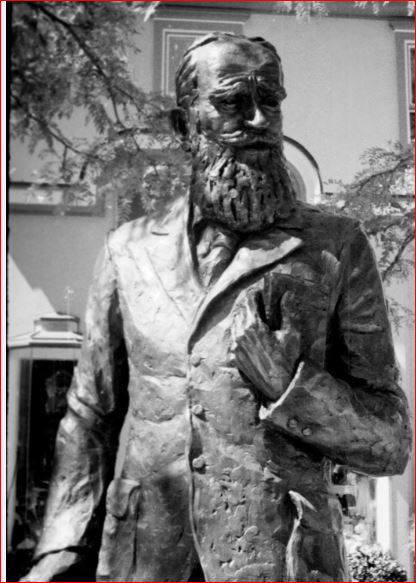
簫伯銅像

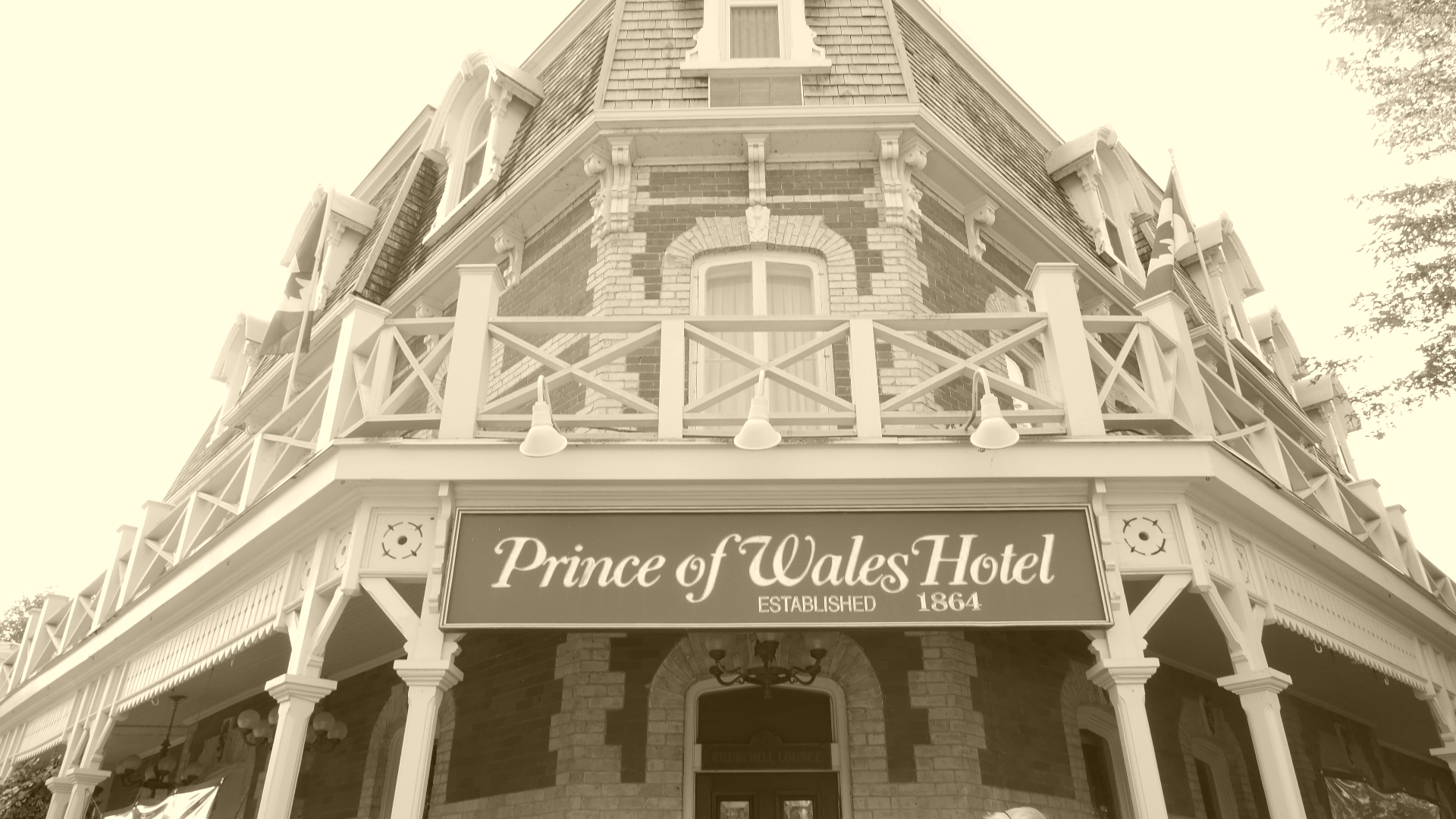
威尓斯親王酒店

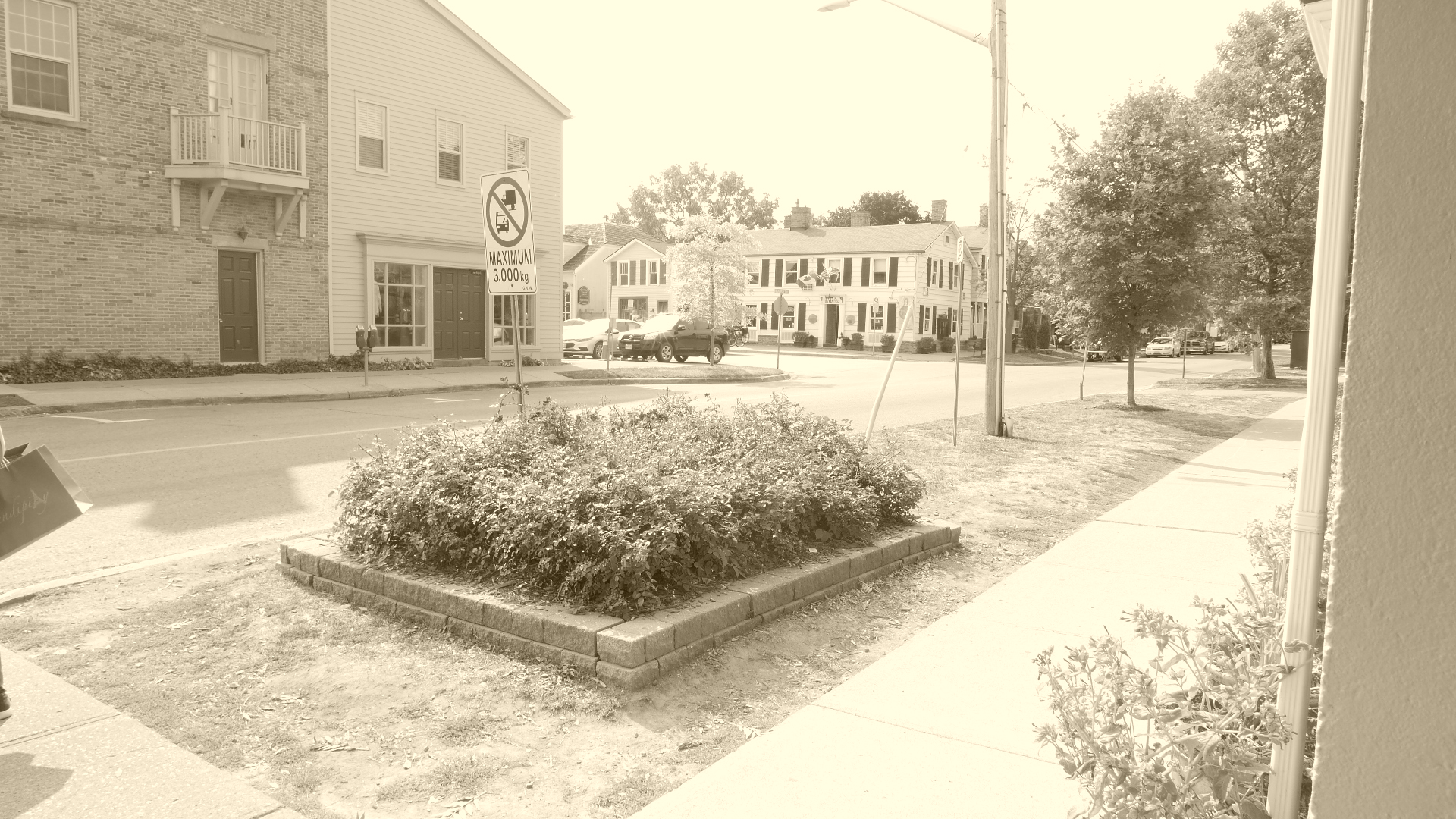
花坛

滨湖尼亚加拉镇内有兩條達致高速公路資格的省級公路，分別為伊利沙伯皇后道（QEW）和安大略405號省道。QEW途經滨湖尼亚加拉镇的西南部，為來往多倫多、咸美頓、伊利堡和美國水牛城之間的要道。405號省道則從QEW分支，沿著此镇的南界向東通往昆士頓村，並在此駁上劉易斯頓-昆士頓橋，跨越尼亚加拉河通往紐約州劉易斯頓。此外，鎮内還有數條非高速公路資格的主要道路，包括尼亞加拉區政府轄下的55號區道、70號區道、81號區道、83號區道、86號區道、90號區道和100號區道，以及尼亞加拉公園委員會（Niagara Parks Commission）轄下的尼亞加拉園林路。
滨湖尼亚加拉交通局（Niagara-on-the-Lake Transit）為一小型公共交通機構，於2012年4月2日成立，隸屬滨湖尼亚加拉鎮政府，目前有兩條巴士線，當中一條只於夏季旅遊旺季期間營運。此外，由尼亞加拉公園委員會和尼亞加拉瀑布城交通局合辦的“WEGO”旅客巴士系統亦有路線連接滨湖尼亚加拉和尼亞加拉瀑布城。
滨湖尼亚加拉镇亦是聖嘉芙蓮斯/尼亞加拉區域機場（St. Catharines/Niagara District Airport；IATA代碼：YXU；ICAO代碼：CYSN）所在。這是一座小型機場，沒有定期航班，主要供包機使用。

## 外部連結
- （英文）滨湖尼亚加拉镇官方網站
- （英文）滨湖尼亚加拉镇總商會網站 （页面存档备份，存于）
- （英文）滨湖尼亚加拉镇博物館網站